# CoronaVac
CoronaVac（コロナバック）は、シノバック社が開発した不活化ウイルスCOVID-19ワクチンである。
このワクチンは、第III相臨床試験中の他の不活化ウイルスCOVID-19ワクチンであるBBIBP-CorVやBBV152と同様に従来の技術に依存している。CoronaVacは冷凍保存の必要がなく、ワクチンと新用量を製剤化するための原料の両方ともに、インフルエンザワクチンが保存される温度である2〜8℃（36〜46°F）で輸送し、冷蔵保存することができる。
CoronaVacは、2021年6月1日に世界保健機関（WHO）が緊急使用を承認しており、新型コロナワクチンへの公平なアクセスを目指す国際的な枠組み「COVAX」にも供給される。

## 技術
CoronaVacは不活化ワクチンである。これは、第III相試験中のCOVID-19用の他の不活化ウイルスワクチンであるBBIBP-CorVおよびBBV152と同様の、従来の技術を使用している。CoronaVacは、冷凍保存の必要がなく、ワクチンと新しい用量を調製するための原料の両方を輸送し、2-8℃（35.6-46.4°F）で冷蔵保存することができる。CoronaVacは、最大3年間の保管で安定した状態を保つことができる可能性があり、コールドチェーンが発達していない地域へのワクチン流通にも利点をもたらす可能性がある。

## 有効性

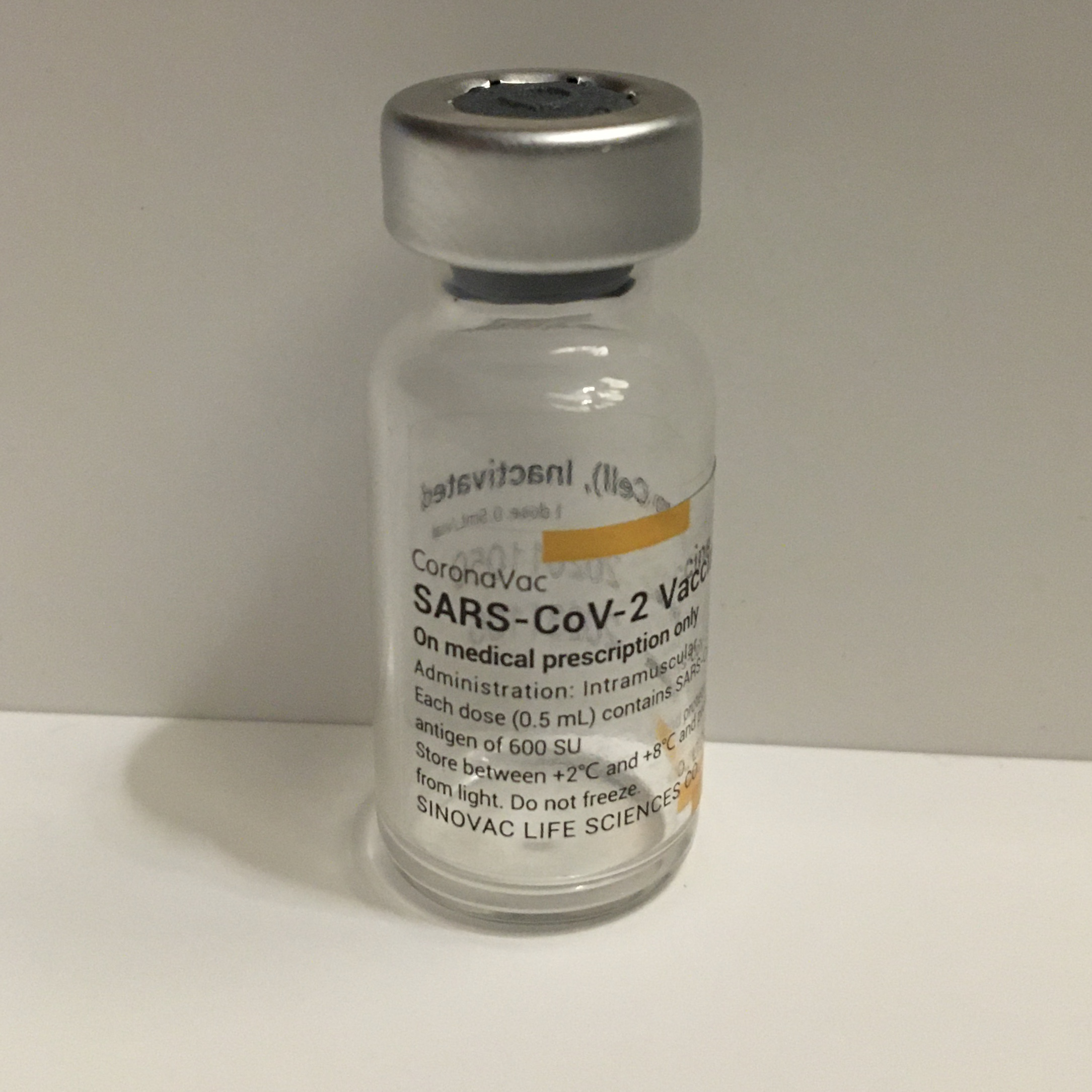
CoronaVacのバイアル

2021年1月7日、ブラジルで実施された13,000人のボランティアを対象とした第III相臨床試験の結果、COVID-19の医療支援を必要とする有症状症例（WHO臨床進行スケールのグレード3）の予防に78％の効果があり、中等度および重症の感染症には100％の効果があることが明らかになった。科学者からの圧力が強まり、一部の科学者は治験主催者が国民を誤解させたと非難した後、ブタンタン研究所は1月12日に、これらの率はCOVID-19の軽度から重度の症例を持つボランティアのみを対象としたものであると述べた。無症状症例と、医療行為を必要としない有症状症例（WHOグレード2）を含めた全体の有効率は50.38％だった。感染した被験者220人のうち、プラセボ群は160例、CoronaVac投与群は60例であった。
2021年1月13日、ブラジルは、有症状感染の予防に50.4％、治療が必要な軽度な症状の予防に78％、重症の予防に100%の効果があるという結果を発表した。2020年12月24日、トルコは、少量サンプルの中間分析による第III相試験の結果を発表し、有効率は91.3％であった。2021年1月11日、インドネシアから、有効率65.3％との追加結果が発表された。
2月現在、CoronaVacは、アジア、南米、および欧州の一部の国で予防接種キャンペーンに使用されている。 
2020年12月24日、トルコは29例の中間分析から第III相結果を発表し、ボランティア7,371人が参加した試験の被験者1,322人のデータに基づき、有効率91.25％を示した。
2021年1月11日、インドネシアでは、25例の中間分析結果から第III相試験の結果を発表し、1,600名の被験者のデータに基づいて有効率65.3％を示した。この試験はバンドン市で実施されたもので、インドネシアの科学者がどのように計算したのかは明らかにされていない。
2021年4月16日、チリ保健省はシノバックの有効性について、「発症回避に67%」「入院回避に85%」「集中治療室入り回避に85%」「死亡抑止に80%」の有効性が確認されたと発表した。
2021年5月11日、インドネシアのブディ保健相は、医療従事者の感染予防でシノバックの有効率は94%だったと指摘した。

### 有効性のばらつき
当局は、この50.4％という低い数値には、以前の分析では省略されていた被験者の中にCOVID-19の「非常に軽い」症例が含まれていると述べた。ブタンタン研究所のリカルド・パラシオス医学部長は、1月12日の記者会見で、シノバックの有効率が50％と比較的低いのは、治験参加者の感染と見なされる基準がより厳格であるためだと述べた。欧米のワクチンメーカーが一般的に軽度、中等度、重度のカテゴリーしか含まないのに対し、同研究所は無症状、非常に軽度、軽度、2つレベルの中等度、重度の6種類の症例を結果に含めた。ブラジルの治験は、主に現場の医療従事者で構成されていた。外交問題評議会のグローバルヘルス担当シニアフェローであるYanzhong Huangは、「彼らはより多くのウイルスにさらされているため、有効率が比較的低いことの説明になる可能性がある」と述べた。
シノバック社は、異なるプロトコルを使用した異なる試験の結果を調整する必要があったため、CoronaVacの有効性に関するより明確なデータの発表は遅れた。ブタンタン研究所のディマス・コバス所長によると、ブラジルのグループは感染やより高いウイルス量の暴露に対して脆弱であると考えられていた。トルコとインドネシアの第III相試験では、ボランティアの構成は一般集団と同様であった。

## 臨床試験
ブラジル、チリ、インドネシア、フィリピン、トルコで第III相臨床試験が実施されている。

### 第I-II相
2020年7月に終了し、ランセット誌に掲載された第II相臨床試験において、CoronaVacは、0日目と14日目の2回ワクチン接種後の28日目に、3 μg群118人中109人（92％）、6 μg群119人中117人（98％）で中和抗体の血清転換が認められた。これに対し、0日目と28日目の2回ワクチン接種後の28日目に、3 μg群117人中114人（97％）、6 μg群118人中118人（100％）で血清転換が認められた。
CoronaVacは、5月に中国で60歳以上の成人を対象とした第I-II相試験を開始し、9月には中国で3 - 17歳の小児を対象とした第I-II相試験を開始した。また、高齢者を対象とした第II相試験の結果がランセット誌に掲載されたが、高齢者においてもCoronaVacの安全性と忍容性は良好であり、3 μg投与で誘発される中和抗体は6 μg投与で誘発される中和抗体と同程度であったことが確認された。

### 第III相

#### ラテンアメリカ
2020年7月下旬、シノバックはブータンタン研究所と共同で、ブラジルのボランティア医療従事者9,000人を対象に有効性と安全性を評価する第III相ワクチン試験を開始した。10月19日、サンパウロ州のジョアン・ドリア知事は、ブラジルで実施された臨床試験の最初の結果から、同国で試験されているワクチンの中で、CoronaVacが最も安全性が高く、接種率が最も高く有望なワクチンであることが証明されたと述べた。10月23日、サンパウロ州は、CoronaVacの臨床試験のために新たに6つのセンターを設立し、試験に参加するボランティアの数を1万3,000人に増やしたことを発表した。
ブラジルでは、11月10日にボランティアが自殺したことを受けて、11月11日に第III相試験を一時中断したが、11月11日に再開した。ブタンタン研究所によると、自殺はワクチン試験とは関係ないという。
8月には、チリ教皇庁立カトリック大学が率いる第III相試験がチリで開始され、18歳から65歳までの3,000人のボランティアが参加すると予想されていた。

#### 欧州
トルコでは、9月に13,000人のボランティアを対象に、14日間で2回投与の間隔で第III相試験を開始した。CoronaVacの監視プロセスは、全国12都市の25センターで実施中である。

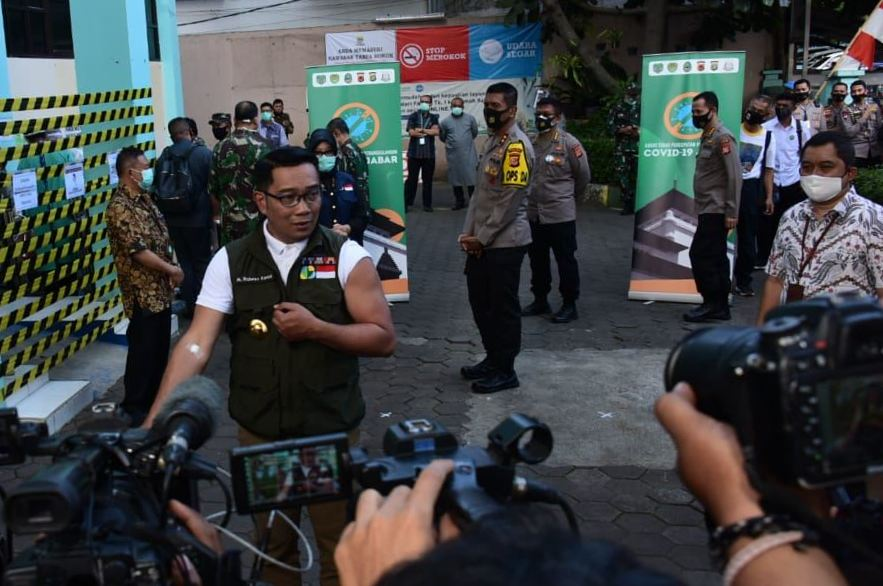
インドネシアでのシノバックCOVID-19ワクチンの第III相試験に参加する西ジャワ州知事のリドワン・カミル

#### アジア
8月、シノバックはバングラデシュでの4,200人のボランティアによる試験を発表したが、シノバックが政府に共同出資を要請したため、試験は中断した。バングラデシュの保健相は、試験が進まなくてもCoronaVacを利用できるようになると述べた。
8月、シノヴァックは、インドネシアのバンドンに拠点を置くBio Farma社で1,620名のボランティアを対象とした第III相試験を開始した。11月には、パジャジャジャラン大学医学部は「試験は順調に進んでおり、せいぜい2日以内に消えてしまう微熱が見つかった」という最新情報を報告した。
10月、サウジアラビアは、シノバックとの間で、サウジアラビア国家警備隊との間でフェーズIII試験を実施した後、7,000人の医療従事者にCoronaVacを配布する契約を締結した。

## 製造

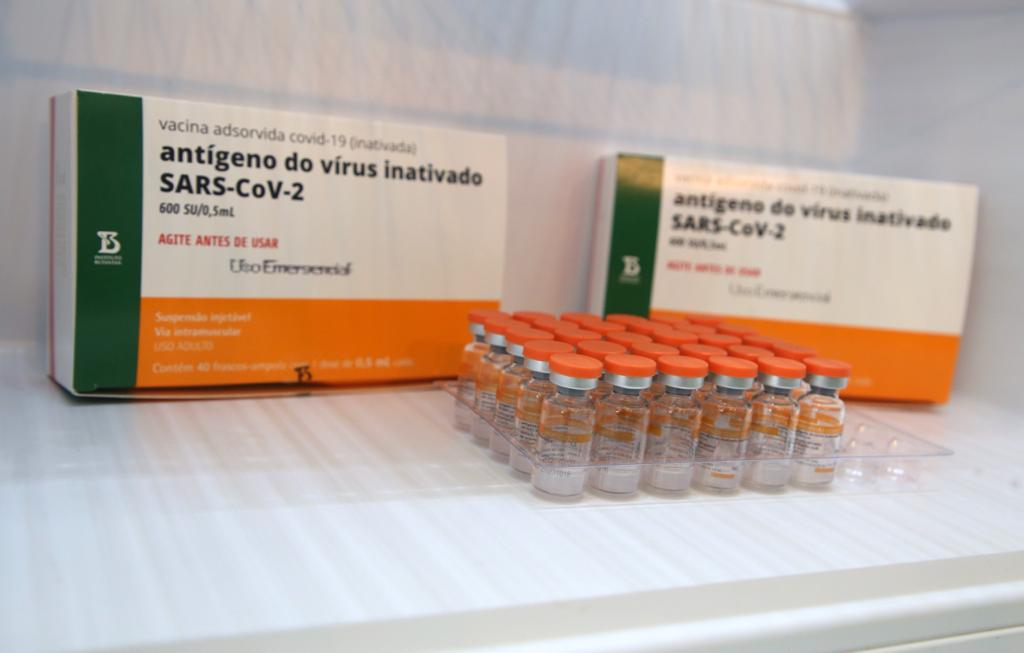
ブタンタンによって製造されたCoronaVacのブラジル版

2021年1月、シノバックは、CoronaVacの2番目の生産ラインが完成すれば、2月までにCoronaVacの年間生産能力を10億用量に倍増させることを目標としていると述べた。
インドネシアでの第III相試験の終了後、バイオファーマ社は、年間2億5,000万用量まで生産の拡大を計画している。
2020年11月9日、サンパウロ州は年間1億用量を生産する施設の建設を開始した。12月10日、ジョアン・ドリアによると、ブタンタンは1月25日から始まるワクチン接種キャンペーンに向けて、1日あたり100万用量を生産ラインで充填し完了を目指しているという。ドリアによると、ブラジルの11の州が、CoronaVacの投与を求めてブタンタンに連絡してきたという。
マレーシアでは、PhmaniaragaがCoronaVacの製造、充填、仕上げを行う。Phmaniaragaは、シノバックからワクチンの大量供給と技術移転を受ける契約を締結した。

## 市場と展開

### ラテンアメリカ

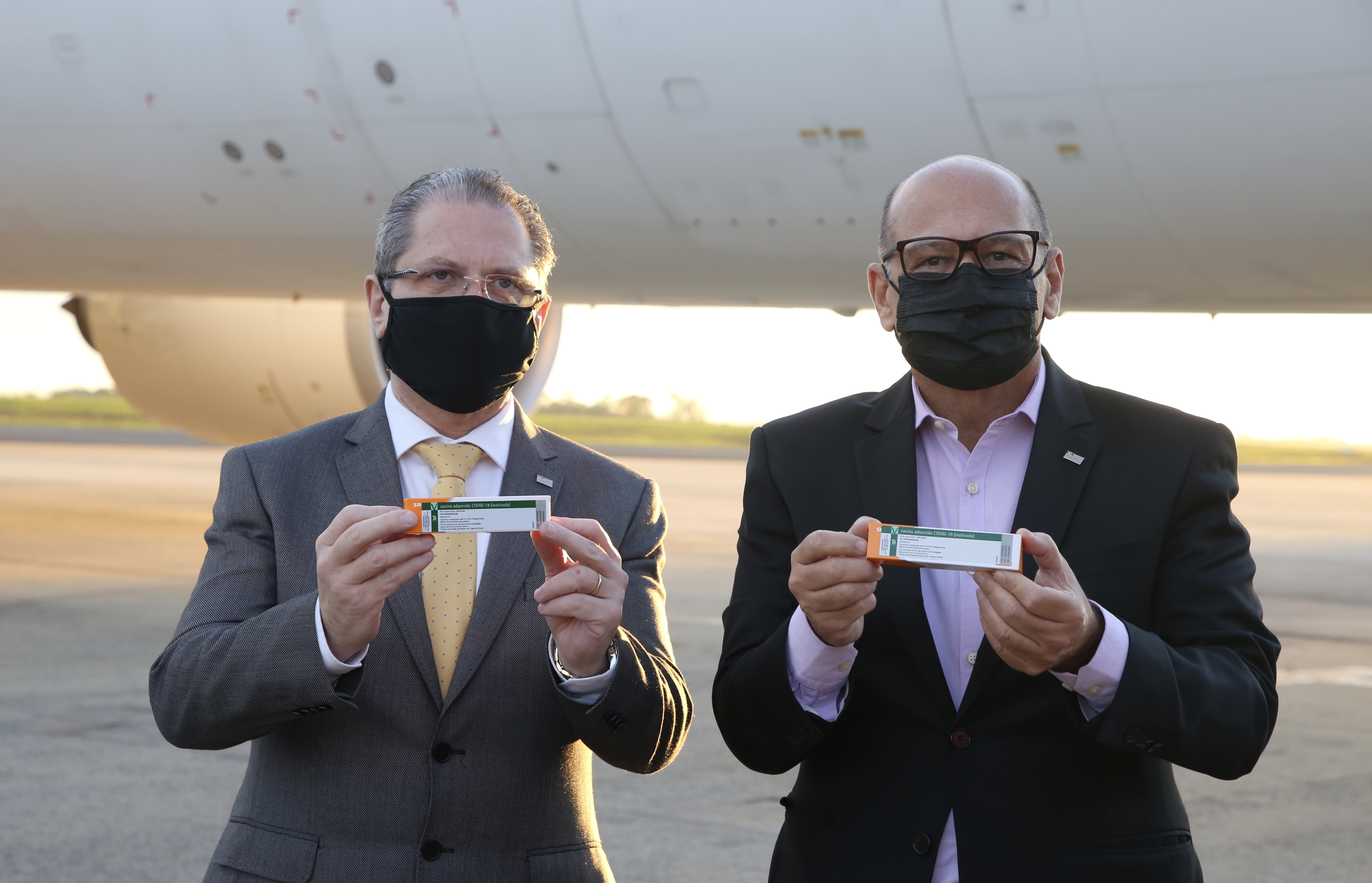
サンパウロ州保険局ジャン・ゴリンクテイン局長（左）とブタンタン研究所のディマス・コバス所長（右）が、ブラジルに到着するシノバック社製ワクチンの4回目の出荷分であるCoronaVacの単回投与用プレフィルドシリンジを手にする。

ブラジルでは、サンパウロ州のジョアン・ドリア知事が9月にシノバック社と9,000万ドルの契約を結び、将来のワクチンの初回4,600万用量分を受けることになった。CoronaVacの価格は10.3ドル（約59レアル）と発表された。2021年1月、ブラジルはCoronaVacの総投与量を1億用量取得すると発表した。1月17日、国家衛生監督庁（ANVISA）はCoronaVacの緊急使用を承認し、サンパウロの54歳の看護師が、国内の臨床試験以外で初めてCOVID-19ワクチンの投与を受けた。2月初旬、ブラジル保健省は、既存の1億用量分のCoronaVacに加えて、さらに3,000万用量分のCoronaVacを購入し、現地で生産する意向であると発表した。
1月、ボリビアがCoronaVacの使用を許可した。CoronaVacの開発に協力したブタンタン研究所は、サンパウロで生産するワクチンを販売するために、南米諸国との販売交渉を開始した。このワクチンは、購入する前に政府の承認が必要であった。
10月、チリのエンリケ・パリス保健相は、1月20日に緊急使用が承認され、1月28日に最初の200万用量が到着したCoronaVacを、2,000万用量購入する契約をシノバックと締結した。2月にはチリのセバスティアン・ピニェラ大統領がCoronaVacを接種した。
2月、コロンビアはCoronaVac 500万用量を購入し、2月3日に緊急使用が承認された500万用量の追加購入に向けて交渉中であった。
2月、エクアドルは、緊急使用が承認された200万用量のCoronaVacの契約に署名した。
2月、メキシコはCoronaVacの緊急使用を承認し、最初の20万用量が2月20日に到着した。
1月、ウルグアイは175万用量のCoronaVacを購入し、最初の20万用量が3月に到着することを発表した。3月にルイス・ラカジェ・ポー大統領が自ら接種した。

### 欧州
2020年11月、トルコのファフレッティン・コジャ保健大臣は、同国が5,000万用量のCoronaVacを購入する契約に署名したと発表した。トルコは2021年1月13日に緊急使用を承認し、レジェップ・タイイップ・エルドアン大統領はアンカラ市立病院でCoronaVacの最初の投与を受けた。2月までに、トルコは280万人にCoronaVacを接種し、さらに5,000万用量のワクチンを接種して合計1億用量の契約を結んだ。
2020年12月、ウクライナは、180万用量のCoronaVacの購入契約に署名し、デニス・シュミハリ首相は、2月中に到着する可能性があると述べた。CoronaVac 1用量の価格は504フリヴニャ（約18ドル）である。

### アジア
2021年1月19日、アゼルバイジャンはCoronaVacによる予防接種キャンペーンを開始した。Oktay Shiraliyev保健相は、CoronaVacの第1回目の接種を受けた。アゼルバイジャンでは、400万用量のワクチン接種を計画しており、人口の40％にワクチンを接種することを目標としている。
2020年8月下旬、中国は、医療従事者のような高リスクグループにワクチン接種するための緊急使用としてCoronaVacを承認した。2021年2月上旬、中国はCoronaVacを一般用として承認した。
2020年12月、香港はCoronaVac COVID-19ワクチン750万用量を注文した。1月には、100万用量のCoronaVacの最初のバッチが到着する予定である。
2020年8月、インドネシアのルトノ・マルスディ外務大臣は、シノバック社との間で5,000万用量のワクチンの契約が締結されたと述べたが、後に1億4,000万用量に更新された。CoronaVacは、利用可能になると、1回の投与量あたり約200,000ルピア (13.57米ドル)の費用がかかる。1月11日、インドネシアは緊急使用許可を承認し、ジョコ・ウィドド大統領はインドネシアの全国民が無料で接種できるワクチンの最初の接種を受けた。
2021年1月、マレーシアの製薬会社Phmaniagaは、2月までに最初の納入を予定しているCoronaVacを、1,200万用量を供給する契約に署名した。
1月、フィリピンのフランシスコ・デュケ保健大臣は、同国がCoronaVacの2,500万用量を確保したと発表した。フィリピンは2月22日にCoronaVacを承認したが、18 - 59歳の健康な人と比較してCOVID-19に曝露された医療従事者に使用した場合の有効性が低かったため、すべての医療従事には使用しないことにした。
シンガポールは、mRNAワクチンのtozinameranとmRNA-1273とともに、CoronaVacの事前購入契約を締結した。2月には第1回目のワクチンが到着した。
1月、タイの保健省は、CoronaVac 200万用量の受注を発表しており、2月22日に緊急使用が承認され、2月24日に第1回目が到着した。

### アフリカ
2月、ジンバブエは、ワクチン接種プログラムへの供給量を増やすために、CoronaVacを承認のため登録することを発表した。翌3月にエマーソン・ムナンガグワ大統領はCoronaVacを自ら接種した。

## 論議

### 政治化
CoronaVacは、多くの人が2022年の大統領選でジャイル・ボルソナロ大統領に挑戦すると考えているサンパウロ州知事ジョアン・ドリアによって擁護されてきた。政治的な対決は、2020年10月にボルソナロがブラジル保健省とサンパウロ政府の間で4600万用量分のワクチンを購入するための取引に拒否権を行使したことから始まった。ブタンタン研究所がCoronaVacの有効率を発表した後、ボルソナロはCOVID-19に対するワクチンの有効性をあざけった。
ワクチンの政治化に反対する批評家は、国際的な試験と安全性のプロトコルに従わないことは、国民の信頼を損なう危険性があり、人々の接種への躊躇を増大させる可能性があると警告している。サンパウロの医師たちは、CoronaVacが安全であることを患者に納得させるのに苦労していると述べている。

### 透明性
12月、ブラジル国家衛生監督庁（Anvisa）は、中国での緊急使用許可はまだ公表されていないと述べた。Anvisaは、2020年6月に中国でCoronaVacが緊急使用許可を取得した際に、中国当局が使用した基準に関する情報を入手できなかったと述べた。

### 結果発表の遅れ
2020年12月23日、ブラジルの研究者は、ワクチンは50％以上の有効性があると述べたが、シノバック社の要請で完全な結果を保留しており、試験結果の発表が3回遅れたことから、透明性に再び疑問を呈している。サンパウロ州保健局長ジャン・ゴリンクテインは後に、ワクチンの有効性は90％に達していないことを明らかにした。トルコは、その試験で91.25％の推定有効率を示したと述べたが、それは29人の感染症例のみに基づいていた。サンパウロ州当局は、保護率を発表した際に、年齢層やワクチンの副作用など、試験の詳細な内訳についての情報を提供することを拒否した。科学者たちは、データの透明性の欠如は、ブラジル人をはじめ世界中の人々がすでにワクチンの接種を躊躇しているのに、CoronaVacの信頼性を損なう危険性があると述べている。
CoronaVac試験を実施しているブラジルの16の施設の一つを運営している研究者は、研究者でさえ全てのデータを把握しているわけではないと述べた。フリンダーズ大学医学公衆衛生学部のNikolai Petrovsky教授は、「これらの試験では、結果を大げさに誇張しなければならないという莫大な財政的、名声的な圧力がある」と述べている。
2021年2 - 4月、ブラジル・サンパウロ州のセハナ市で、CoronaVacを集団接種する社会実験を実施した結果、新規感染者は75％減となり大幅に減少した。